# Пхвениси
Пхвениси (груз. ფხვენისი) — село в Грузии, в Горийском муниципалитете края Шида-Картли, в общине села Шиндиси.

## Расположение
Расположено на Картлийской равнине на левом берегу реки Большая Лиахви, на высоте 780 м над уровнем моря. Отдалён на 22 километров от города Гори.

## Население
По результатам официальной переписи населения 2014 года в Пхвениси проживало 967 человек (477 мужчин и 490 женщин).
| Год  | Численность |
| ---- | ----------- |
| 2002 | 1259        |
| 2014 | ▼ 967       |

## Инфраструктура
В селе функционирует публичная школа с 12 классным обучением.